# Avaí (kommun)
Avaí är en kommun i Brasilien.   Den ligger i delstaten São Paulo, i den södra delen av landet, 700 km söder om huvudstaden Brasília. Antalet invånare är 4 959.
Följande samhällen finns i Avaí:
- Avaí

Omgivningarna runt Avaí är huvudsakligen savann. Runt Avaí är det ganska tätbefolkat, med 104 invånare per kvadratkilometer.